# Cratere Quines
Quines  è un cratere sulla superficie di Marte.